# Nationalisme canarien
 (octobre 2015).
Si vous disposez d'ouvrages ou d'articles de référence ou si vous connaissez des sites web de qualité traitant du thème abordé ici, merci de compléter l'article en donnant les références utiles à sa vérifiabilité et en les liant à la section « Notes et références ».

Carte des îles Canaries, avec la côte africaine dans le coin inférieur droit

Le nationalisme canarien est un courant idéologique qui considère l'archipel des Canaries comme une nation. Cependant, tout au long de son histoire, le terme a été utilisé par différents mouvements politiques de tendances diverses : des mouvements ouvertement indépendantistes à des mouvements plus modérés partisans d'un fédéralisme au sein de l'Espagne, en passant par des régionalistes ou simplement des autonomistes.
Il inclut également différentes tendances politiques et sociales. Toutefois, les organisations de gauche sont généralement les plus véhémentes. 

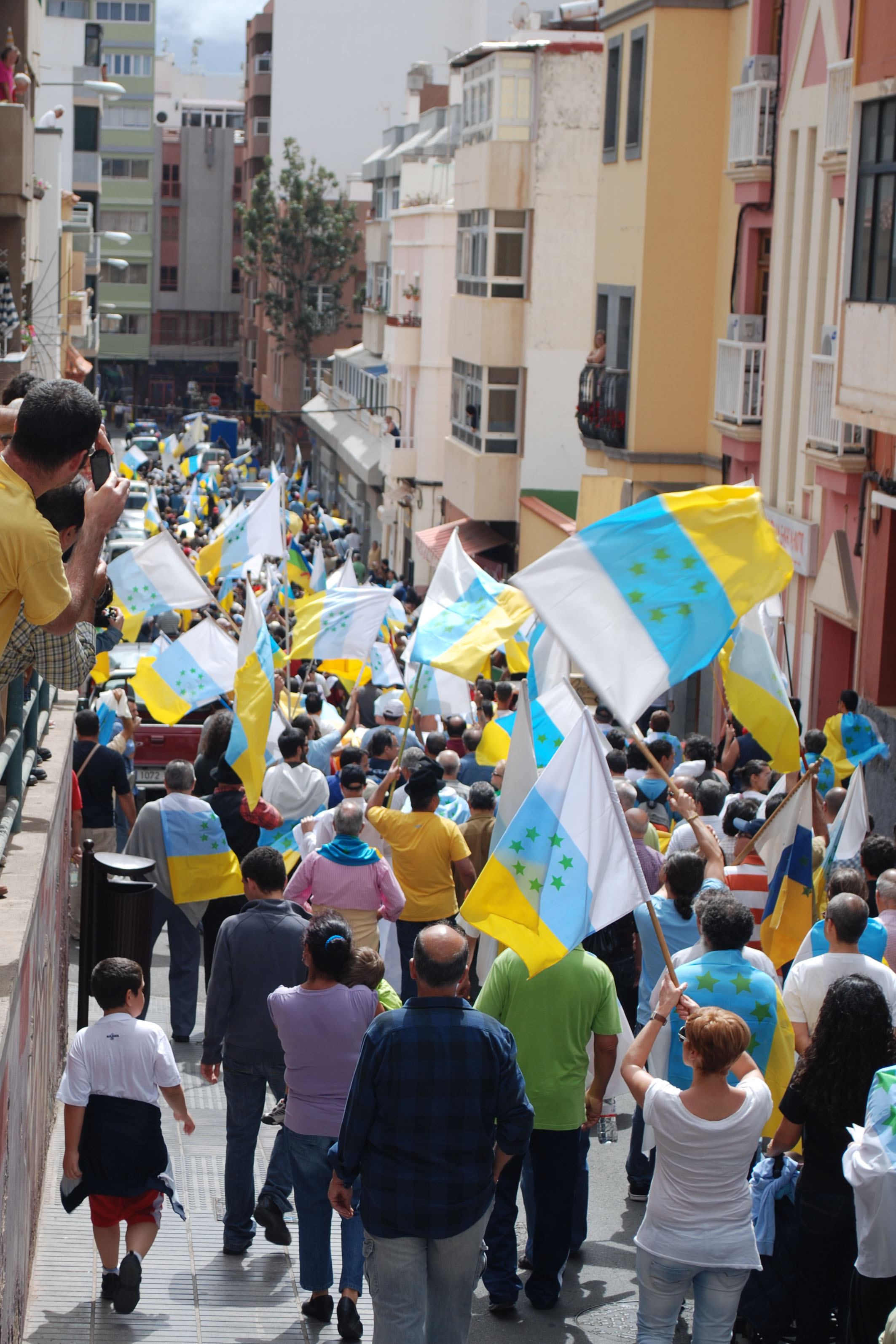
Manifestation réalisée à Las Palmas de Gran Canaria le 6 mars 2010, par l'indépendance des Canaries.

## Périodes d'autonomie des Îles Canaries
Durant les dernières années de la Conquête des Îles Canaries, qui s'acheva le 30 mai 1481, Tenesor Semidán (es) (baptisé plus tard Fernando de Guanarteme), leader de la Grande Canarie signa la Charte de Catalayud (es) avec Ferdinand II d'Aragon. Cette lettre établissait la création d'un Royaume des Canaries qui devait s'intégrer dans l'ensemble des royaumes qui formeraient plus tard l'actuelle Espagne.
- La répartition des terres et d'autres moyens de production entre les Canariens
- Le maintien des titres de noblesse parmi les Canariens
- L'existence d'une fiscalité différenciée
- L'existence de milices canariennes
- Le droit de placet en accord avec les lois de la Couronne
- La frappe d'une monnaie propre jusqu'en 1776
- La possibilité de faire du commerce indépendamment du monopole commercial espagnol
- Le maintien des rôles importants socialement occupés par des femmes canariennes (comme Inés Chemida) ou au niveau légal (comme María de Güímar) ou au niveau des successions
- Le maintien des normes civiles comme le droit de séparation des femmes
- La revendication des droits des Canariens devant les tribunaux
- Recouvrement des dettes des Canariens par les colons.

Au départ, seule l'île de Grande Canarie faisait partie du pacte mais les autres îles l'ont accepté au fur et à mesure que grandissait le mécontentement face au régime seigneurial établi immédiatement après la conquête castillane.
La Charte et les traités qui suivirent créaient des organismes à différents niveaux comme des conseils insulaires, l'Audience des Canaries ou l'Évêché.
Les garanties d'autonomie ont diminué au long du XVIIIe siècle et déjà au début du XIXe siècle, la bourgeoisie des îles de Grande Canarie et de Tenerife tendent majoritairement à participer à la politique espagnole.

## Début du nationalisme canarien organisé
Bien qu'il y ait eu des manifestations souverainistes comme des soulèvements et des mutineries pratiquement depuis la conquête castillane, il reste difficile de classer ces manifestations comme nationalistes. C'est seulement à la fin du XIXe siècle que les nationalistes canariens ont commencé à se regrouper dans des organisations politiques plus ou moins importantes en partageant partiellement la scène politique avec le mouvement ouvrier. Ce cadre politique verra naître au début du XXe siècle le Parti populaire autonomiste (Partido Popular Autonomista - PPA) lié à l'Association ouvrière canarienne (Asociación Obrera Canaria).
Nicolás Estévanez, José Cabrera Díaz et surtout Secundino Delgado subissent et dénoncent ce qu'ils considèrent comme une "nouvelle réalité coloniale", conséquence de non-respect des accords passés et la fin de la coexistence des Canariens et de ceux qui proviennent du reste de l'Espagne.
Secundino Delgado donne la parole au mouvement avec ses publications (El Guanche ou Vacaguaré, entre autres), qui sont en bonne partie censurées et/ou publiées à l'étranger. Aussi, certains le considèrent comme le père du nationalisme canarien. Secundino Delgado a été dans un premier temps lié au nationalisme cubain de type anarchiste. Il fondra plus tard un journal canarien indépendantiste à Caracas appelé El Guanche. Le manque de conscience nationale à l'époque dans les Îles Canaries, le fait que le mouvement ouvrier canarien n'en était alors qu'à ses débuts (avec une faible conscience de classe), ainsi que la peur d'une invasion de la part du Royaume-Uni ou des États-Unis incita Secundino Delgado à faire des choix pragmatiques en tentant d'associer les indépendantistes, les autonomistes et les fédéralistes.

Premier drapeau nationaliste canarien en 1907, aussi appelé "drapeau de l'université"

En 1924, a eu lieu à Cuba la fondation du Parti nationaliste canarien (Partido Nacionalista Canario - PNC). Un de ses fondateurs était José Cabrera Díaz, ancien leader de l'Association ouvrière canarienne (Asociación Obrera Canaria). Le premier PNC adopta le drapeau qui avait été hissé en 1907 à l'Université d'Aguere durant les protestations contre les excès de l'État. Cela ne dura que quelques années puisqu'en 1982, le parti a été recréé et il fait actuellement partie de Coalition canarienne  (Coalición Canaria), le parti actuellement à la tête du Gouvernement autonome des Îles Canaries.
Durant la Seconde République espagnole, le mouvement nationaliste passa inaperçu (bien qu'il proposa un statut d'autonomie qui n'a pas abouti en raison de la Guerre civile espagnole). Toutefois, certains secteurs du Parti communiste d'Espagne (Partido Comunista de España - PCE) sont parvenus à proposer l'autodétermination et même l'indépendance des Îles Canaries en partant du principe léniniste du droit des peuples à l'autodétermination sans pour autant exclure une analyse de la réalité économique de l'archipel qui amènera des auteurs comme Guillermo Ascanio à qualifier la situation des Îles Canaries comme semi-coloniale. Le Front unique révolutionnaire (Frente Único Revolucionario - FUR), créé en 1934 par le PCE et le Parti socialiste ouvrier espagnol (Partido socialista obrero español - PSOE), prévoyait dans son programme "la libération des Îles Canaries de l'oppression de l'impérialisme espagnol et le droit à l'autodétermination jusqu'à la constitution d'un État indépendant si telle était leur volonté".

## Le nationalisme canarien pendant lefranquisme

Drapeau adopté par Canaries Libre après sa création en 1959

Durant la dictature franquiste, toute opposition au régime (nationalisme canarien inclus) était durement réprimée.  
Dans ce cadre répressif, des groupes se sont créés comme Canaries Libre (Canarias Libre) fondé en 1959 par des activistes de gauche comme Fernando Sagaseta qui sera par la suite député de l'Union du peuple canarien (Unión del Pueblo Canario - UPC) au Congrès des députés et l'un des fondateurs du Parti communiste des peuples d'Espagne (Partido Comunista de los Pueblos de España - PCPE). De nombreux membres de Canaries Libre sont arrêtés et emprisonnés. L'organisation est aussi démantelée. La majorité des militants de Canaries Libre rejoindra ensuite les rangs du PCE.  
En 1964, le Mouvement pour l'autodétermination et l'indépendance de l'archipel des Canaries (Movimiento Por la Autodeterminación e Independencia del Archipiélago Canario - MPAIAC) est fondé en Algérie. On attribue à ce groupe la responsabilité de la lutte armée du Détachement armé canarien (Destacamentos Armados Canarios - DAC) et des Forces armées guanches (Fuerzas Armadas Guanches - FAG) en représailles pour la mort causée par la police espagnole de deux activistes du mouvement.  

Drapeau tricolore canarien créé par le MPAIAC dans les années 1960

Un des leaders historiques du MPAIAC, l'avocat Antonio Cubillo, qui participa à Canaries Libre, est devenu par la suite une des principales figures du nationalisme canarien bien qu'il sera expulsé finalement du MPAIAC pour fonder le Congrès national des Îles Canaries (Congreso Nacional de Canarias - CNC). On lui attribue la paternité du drapeau tricolore canarien à sept étoiles vertes qui, aujourd'hui, est utilisé par tous les mouvements nationalistes canariens et même par les non-nationalistes comme la section canarienne du PCE et Gauche unie (Izquierda Unida). 
En 1968, les pays membres de l'Organisation de l'unité africaine (OUA) ont voté en faveur du droit à l'autodétermination des Îles Canaries en considérant qu'elles sont une partie intégrante de l'Afrique et par conséquent une colonie espagnole. 

## Le nationalisme canarien pendant latransition démocratique espagnole
Le virage eurocommuniste par lequel est passé le Parti communiste d'Espagne (ainsi que d'autres partis communistes européens) au début des années 1970 a mécontenté certains groupes marxistes-léninistes qui finiront par se regrouper dans l'Opposition de gauches au PCE (Oposición de izquierdas del PCE). Ce parti, auquel participent d'anciens militants de Canaries libre, a donné naissance à différents partis tels que le Parti d'unification communiste des Canaries (Partido de Unificación comunista de Canarias - PUCC, souverainiste), Cellules communistes (Células comunistas, souverainiste) ou le Parti communiste canarien (Partido comunista canario, indépendantiste). 
Les Cellules communistes et le PCC s'unissent en 1977 au sein d'une coalition appelée Peuple canarien uni (Pueblo Canario unido) dont les leaders étaient Fernando Sagaseta et Carlos Suárez. À cette époque, le Syndicat ouvrier canarien (Sindicato Obrero Canario - SOC) et la Confédération canarienne des travailleurs (Confederación Canaria de Trabajadores - CCT) ont commencé à s'organiser. 
Le MPAIAC commence à vivre une série de conflits internes causés par le mécontentement lié aux positions de Antonio Cubillo. La tentative d'assassinat d'Antonio Cubillo par les services secrets espagnols en 1979 et le fait que des partis politiques et des médias accusent le MPAIAC de la Catastrophe de Tenerife en 1977 ont affaibli l'organisation. Les divisions internes ont même amené l'organisation à se dédoubler à certains moments. Le Parti des travailleurs canariens (Partido de los Trabajadores Canarios - PTC) était jusqu'alors le bras politique du MPAIAC mais finira par s'en détacher. 
En 1979, le PCU, Cellules communistes, le PCC, le Parti socialiste des Îles Canaries (Partido Socialista de Canarias - PSC) et le PUCC forment l'Union du peuple canarien (Unión del Pueblo Canario - UPC). Cette même année, l'UPC a été la troisième force politique dans l'archipel et a réussi à entrer au Congrès des députés avec l'élection de Fernando Sagaseta. L'intention de l'UPC d'attirer des formations politiques plus modérées comme la Confédération autonome canarienne (Confederación Autónoma Nacionalista Canaria - CANC) ou l'Assemblée canarienne (Asamblea Canaria) a causé le mécontentement des secteurs comme les "radicaux de base du PCU". Ces conflits ont causé le démantèlement de l'Union du peuple canarien. 

## Le nationalisme canarien depuis le retour de la démocratie
Les Îles Canaries bénéficient d'un statut d'autonomie depuis 1982.
L'UPC a éclaté en de nombreux groupes. Celui qui a eu le plus grand succès électoral a été la Gauche nationaliste canarienne (Izquierda Nacionalista Canaria issue du CANC) qui s'est présentée en coalition avec l'Assemblée canarienne. Cependant, le soutien électoral obtenu par les autres groupes issus de l'UPC comme l'Union des nationalistes de gauche (Unión de Nacionalistas de Izquierda issue du PUCC), ou le Parti communiste du peuple canarien (Partido Comunista del Pueblo Canario, section canarienne du PCPE) a été assez faible.
Le PTC, les "radicaux de base" du PCU et d'autres groupes minoritaires sont à l'origine du Front populaire pour l'indépendance des Îles Canaries (Frente Popular por la Independencia de Canarias - FREPIC-AWAÑAK). Antonio Cubillo, de son côté, a fondé à son retour d'Algérie en 1986, le Congrès national des Îles Canaries (Congreso Nacional de Canarias - CNC).
En 1991, l'Assemblée canarienne nationaliste, la gauche unie canarienne (section canarienne de la Gauche unie) et l'Union des nationalistes de gauche créent l'Initiative canarienne nationaliste (Iniciativa canaria nacionalista - ICAN).
En 1992, l'organisation de jeunesse Azarug est fondée. Elle fonctionne sous forme d'assemblée et est ouvertement indépendantiste. Ils défendent l'idée d'un archipel libre et socialiste.
À partir de 1993, la Coalition canarienne (Coalición canaria - CC) se retrouve à la tête du gouvernement autonome des Îles Canaries. Cette coalition regroupe plusieurs organisations telles que ICAN et d'autres plus proches du centre-droit comme le Groupement de Tenerife indépendant (Agrupación Tinerfeña Independiente - ATI). Elle réunit des nationalistes, des régionalistes et des insulaires. La CC définit les Îles Canaries comme une nation et a adopté l'utilisation du drapeau à sept étoiles vertes, elle souhaite l'officialiser bien qu'elle ne défende pas ouvertement l'indépendance de l'archipel.

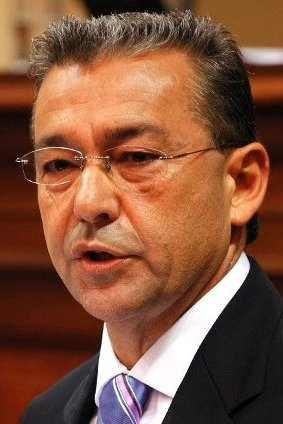
Paulino Rivero, président des Îles Canaries de 2007 à 2015, milite dans la Coalition canarienne, formation qui se déclare comme « nationaliste canarienne »

## Le nationalisme canarien aujourd'hui
Selon le baromètre du Centre de recherches sociologiques pour l'année 2012, 24 % de la population se sent plus canarien qu'espagnol ou uniquement canarien pour 12,1 % face à 7 % qui se sent uniquement espagnol. L'option la plus large est celle de ceux qui se sentent autant canariens qu'espagnols et ils représentent 53,9 % de la population. Ainsi, les Îles Canaries enregistrent l'un des niveaux d'identification avec la communauté autonome les plus hauts d'Espagne, occupant la quatrième position après la Catalogne, le Pays basque et la Galice. 
Actuellement, il existe une grande quantité d'organisation et de partis politiques qui se déclarent nationalistes et la majorité d'entre eux utilisent le drapeau aux sept étoiles bien que leurs revendications souverainistes soit très différentes.
Une liste de tous les partis serait très longue mais en exemple de partis qui se considèrent nationalistes (à ne pas confondre avec l'indépendantisme canarien), on peut citer la Coalition canarienne (Coalición canaria) actuellement au pouvoir, le Parti nationaliste canarien (Partido nacionalista canario - PNC), Nueva Canarias (NC), Centre canarien nationaliste (Centro canario nationalista - CCN), Tanekra (TNK), Unité du peuple (Unidad del Pueblo - UP) ou encore l'organisation de jeunesse de gauche et indépendantiste, Azarug.
Sur le plan électoral, les partis qui se déclarent nationalistes canariens (pas nécessairement indépendantistes) ont cumulé en 2011 aux élections du Parlement des Îles Canaries 24,70 % des scrutins exprimés (Coalition canarienne). 
Il existe aussi des courants syndicaux nationalistes comme le Front syndical ouvrier canarien (Frente Sindical Obrero Canario - FSOC), l'Intersyndicale canarienne (Intersindical Canaria - IC), le Syndicat des travailleurs de l'enseignement des Îles Canaries (Sindicato de Trabajadores de la Enseñanza de Canarias - STEC) et le Syndicat des étudiants des Îles Canaries (Sindicato de Estudiantes Canario - SEC).
En 2007, El Día, un des journaux les plus lus das l'archipel a commencé à adopter dans son contenu les principes souverainistes et ses pages accueillent les opinions et les projets des nationalistes canariens. Le défunt Antonio Cubillo, dirigeant historique du nationalisme canarien, y a publié un "avant-projet de constitution de la République fédérale canarienne" qui a créé un débat dans différents médias locaux. Tous les partis majoritaires dans l'archipel ont rejeté ce projet.